# Litsea semecarpifolia
Litsea semecarpifolia H.W.Li – gatunek rośliny z rodziny wawrzynowatych (Lauraceae Juss.). Występuje naturalnie w Bangladeszu, Mjanmie, północnej Tajlandii, Laosie oraz w południowych Chinach (w południowej i południowo-zachodniej części Junnanu). 

## Morfologia
PokrójZimozielone drzewo dorastające do 12–20 m wysokości. Pierśnica pnia wynosi 20–79 cm. Gałęzie są mocne, szorstkie. Młode pędy są pokryte włoskami o rdzawobrązowej barwie.
LiścieNaprzemianległe. Mają kształt od odwrotnie jajowatego do eliptycznego lub eliptycznie odwrotnie jajowatego. Mierzą 11–20 cm długości oraz 5–10 cm szerokości. U młodych liści górna powierzchnia jest gęsto pokryta brązowymi włoskami, natomiast od spodu są rdzawo owłosione wzdłuż nerwów. Mają 9–12 par drugorzędnych nerwów. Nasada liścia jest od klinowej do zaokrąglonej. Blaszka liściowa jest o zaokrąglonym, tępym lub krótko spiczastym wierzchołku. Ogonek liściowy jest silnie owłosiony i dorasta do 20–45 mm długości.
KwiatySą zebrane w grona, złożone z 8–12 baldachów, które z kolei zawierają po 6 kwiatów. Osie kwiatostanów są gęsto rdzawo owłosione i mierzą 3–6 cm długości. Osadzone są na szypułkach o 2,5–5 cm długości. Kwiaty męskie mają okwiat zbudowany z 8 listków o lancetowatym kształcie, mają 12–14 wystających płodnych pręcików, nitki pręcików są owłosione, z trzema lub czterema spiralami każdy oraz dwoma prawie siedzącymi odwrotnie jajowatymi gruczołami u nasady. Szczątkowy słupek ma około 2,5 mm długości.
OwoceMają kulistawy kształt, osiągają 12 mm długości i 16 mm szerokości, dojrzałe mają czarną barwę, osadzone są w miseczkach powstałych z rurkowatego okwiatu. Szypułki są owłosione i mierzą 1–1,8 cm długości.

## Biologia i ekologia
Roślina dwupienna. Rośnie w wiecznie zielonych lasach. Występuje na wysokości od 600 do 1400 m n.p.m. Kwitnie w listopadzie, natomiast owoce dojrzewają niemal po roku od kwitnienia – od września do października.